# 宮崎民蔵
宮崎 民蔵（みやざき たみぞう、慶応元年5月20日（1865年6月13日） - 昭和3年（1928年）8月15日）は、明治・大正期の社会運動家。号は巡耕。後に中華民国を建国することとなる孫文を支援した熊本県荒尾市の宮崎家の本家筋当主。

## 生涯

### 生立ち
肥後国玉名郡荒尾村（現熊本県荒尾市）出身。兄の八郎、弟の弥蔵・寅蔵（滔天）とともに「民権兄弟」として知られる（特に民蔵・弥蔵・寅蔵を「宮崎三兄弟」と呼ぶこともある）。
宮崎政賢・左喜夫妻の六男に生まれるが、兄・八郎が西南戦争で戦死し、他の兄も既に没していたため、1880年（明治13年）に民蔵が16歳で宮崎家の当主となる。

### 遊学期

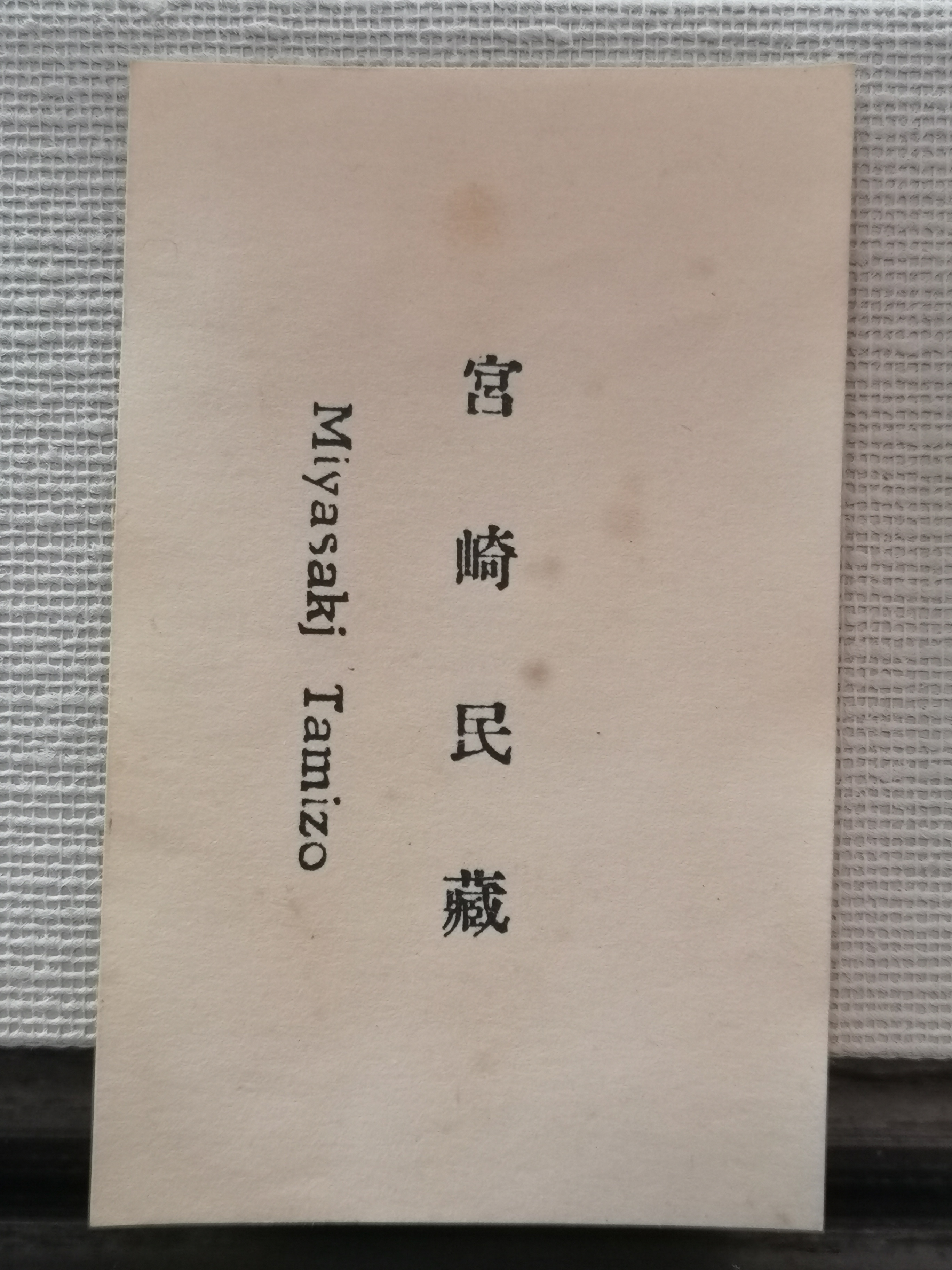
宮崎民蔵が海外遊学中に配った名刺

八郎と同様に自由民権運動の影響を受けて上京し、中江兆民の仏学塾に入ったものの、病気のため帰郷する。
1881年（明治14年）の松方デフレによる不況の開始時期において米価急落するも地租の額は変わらないため、祖税納入に苦しむ農民をまのあたりにした民蔵は、土地問題に関心を抱き、1888年（明治21年）頃から土地も天が作ったものである以上、全ての人間が均分して受ける権利があると考えるようになる。海外の先行事例を学ぶため、ヨーロッパに遊学した民蔵は、トルストイら諸外国の文人と親交をもち、多くの土地問題に関する資料を収集した。
1900年（明治33年）、欧米遊学から帰国後は荒尾に戻り、まもなく荒尾村の村長を3カ月務めるが、再び上京し横浜大同学校で教員につく。

### 土地復権運動
1902年（明治35年）、民蔵は東京で土地復権同志会を組織すると、「平均地権」を唱えて、1905年（明治38年）に主著『土地均享・人類の大権』を執筆する。民蔵の活動は頭山満や幸徳秋水など左右を問わずに支持を受けるが、その思想が私有財産制の否定につながるとみた政府から警戒されて、運動は困難を窮めた。

### 大逆事件後
1910年（明治43年）の大逆事件の際には韓国訪問中であったものの、同事件で処刑された松尾卯一太や幸徳秋水らと親交があったために関与が疑われて取調を受けた。この影響で政府の弾圧を受け、土地復権同志会は解散に追い込まれる。
その一方で、民蔵は、弟の弥蔵・滔天とともに孫文の革命運動を支援し、2人の没後も最後まで孫文の支援者として活動した。孫文の三民主義の1つ「民生主義」の中に“地権平均”が登場した背景には、孫文が民蔵と交わした土地論争がきっかけとなったとする説がある（その後、中国同盟会の機関誌『民報』に民蔵も論文を寄稿している）。

### 孫文との関わり
1901年（明治34年）秋、土地問題活動をしているときに滔天と共に孫文と出会う。
辛亥革命の際には、自ら孫文の元に駆けつけて物心両面の支援を行っている。革命資金捻出のため中国国内で事業活動も行っているが、こちらは成功しなかった。孫文の死の床を見舞った数少ない日本人のうちの1人である。宮崎家はその後も民間人ながら日中の架け橋として中国で敬愛され、次男の世民は日中友好運動に尽力し、1963年から17年間にわたり日中友好協会の理事長を務めた。

## 家族
- 妻・ミイ（「美以」とも） -　三池藩家老（藩主の分家）立花碩（おおい）の次女として三池村（現・大牟田市）に生まれ、兄の小一郎が民蔵が学んだ銀水義塾の塾長をしていた縁で民蔵に嫁ぐ。留守がちな民蔵に代わって、小商いをするなどして宮崎家を切り盛りし、滔天の妻・宮崎槌とともに民蔵らの活動を支えた。
- 次男・世民 - 1950年代、国交断絶下に取り残された在中邦人3万人の帰国問題を解決に導くなど、日中国交正常化と緊密化に尽くし、民間外交に多大な貢献をした[4]。
- 三男・世龍 - 朝日新聞記者を務めた[10]。